# Estación de Naucalpan
Naucalpan fue una estación de trenes que se encuentra en la Naucalpan de Juárez, Estado de México.

## Historia
La estación se edificó sobre la línea de México a Laredo de Tamaulipas, la cual fue construida por el antiguo Ferrocarril Nacional de México por medio de concesión el 13 de septiembre de 1880. Los trabajos de construcción los llevó a cabo la Compañía Constructora Nacional Mexicana, la cual, posteriormente se consolidó como Compañía del Camino de Fierro Nacional Mexicana con la facultad de explotar este ferrocarril.